# Steven Joseph-Monrose
Steven Joseph-Monrose (Bondy, 20 de julio de 1990) es un futbolista francés que juega como delantero en el Gazélec Ajaccio de la Championnat National 3. 

## Trayectoria
Joseph-Monrose hizo su debut profesional con el R. C. Lens el 20 de julio de 2008 en un partido contra el E. A. Guingamp, entró de cambio en el minuto 70. 
En enero de 2010 fue cedido al L. B. Châteauroux durante seis meses sin opción de compra.

## Clubes
| Club                       | País       | Año       |
| -------------------------- | ---------- | --------- |
| R. C. Lens                 | Francia    | 2008-2011 |
| L. B. Châteauroux (cedido) | Francia    | 2010      |
| K. V. Kortrijk             | Bélgica    | 2011-2012 |
| K. R. C. Genk              | Bélgica    | 2012-2015 |
| Stade Brestois 29          | Francia    | 2015-2017 |
| F. K. Qäbälä               | Azerbaiyán | 2017-2019 |
| Neftçi P. F. K.            | Azerbaiyán | 2019-2021 |
| Xanthi F. C.               | Grecia     | 2021-2022 |
| Gazélec Ajaccio            | Francia    | 2022-     |

## Palmarés

### Títulos nacionales
| Título                     | Club            | País       | Año  |
| -------------------------- | --------------- | ---------- | ---- |
| Copa de Bélgica            | K. R. C. Genk   | Bélgica    | 2013 |
| Copa de Azerbaiyán         | F. K. Qäbälä    | Azerbaiyán | 2019 |
| Liga Premier de Azerbaiyán | Neftçi P. F. K. | Azerbaiyán | 2021 |